# Llaurí
Llaurí – gmina w Hiszpanii, w prowincji Walencja, we wspólnocie autonomicznej Walencja, o powierzchni 13,63 km². W 2011 roku liczyła 1333 mieszkańców.